# 三輪修
三輪 修（みわ おさむ、1958年1月20日 -）は、愛知県出身の日本の洋画家。現在、白日会会員。

## 経歴
- 1958年　愛知県一宮市で生まれる。
- 1972年　独学で絵を始める。
- 1975年　中部白日会（中部白日賞）
- 1977年　スイス美術賞展・日伯現代美術展
- 1983年　第59回白日会展（白日賞受賞）
- 1985年　伊藤廉記念賞展 入選
- 1993年　第69回白日会展（М賞受賞）
- 1998年　志摩の絵展招待出品
- 2003年　第79回白日会展（U賞受賞）
- 2003年　尾西市絵画公募展入賞
- 2003年　第5回熊谷守一大賞展佳作
- 2008年　第84回白日会展（東邦アート賞受賞）

## 作品
- 1975年『パレットを前にした自画像』（中部白日展 中部白日賞）
- 1993年『モニカのウェディングドレス』（第69回白日展 M賞受賞）
- 1998年『TRUE BLUE』（志摩の絵展出品）
- 2003年『存在した時の証し』（第79回白日会展 U賞受賞）
- 2003年『道』（第5回熊谷守一大賞展 佳作）
- 2008年『Clara』（第84回白日展 東邦アート賞受賞）